# Monterrubio de la Serena
Monterrubio de la Serena es un municipio español, perteneciente a la provincia de Badajoz (comunidad autónoma de Extremadura).

## Situación
El núcleo se halla enclavado en el extremo oriental de la Baja Extremadura sobre las estribaciones de Sierra Morena, muy próximo a los dominios cordobeses de Los Pedroches. 
Se halla a una veintena de kilómetros de Esparragosa de la Serena en dirección a poniente, sobre el límite de La Serena con la tierra cordobesa de Belalcázar. Entre ambas localidades se alzan la sierra del Oro y el pequeño enclave de Puerto Hurraco. Al norte linda con Helechal y La Nava que son pedanías del municipio de Benquerencia y La Nava. Al sur linda con Peraleda del Zaucejo.
| Noroeste: Zalamea de la Serena | Norte: Benquerencia de la Serena | Noreste: Cabeza del Buey                 |
| Oeste: Zalamea de la Serena    |                                  | Este: Belalcázar                         |
| Suroeste: Peraleda del Zaucejo | Sur: Peraleda del Zaucejo        | Sureste: Belalcázar e Hinojosa del Duque |

Pertenece a la comarca de La Serena y al partido judicial de Castuera.
Por su estructura morfológica se trata de un asentamiento típicamente campesino donde la arquitectura popular representativa de la zona es el ladrillo de barro.

## Historia
El topónimo de "Monterrubio" viene originado por un hidalgo apellido, (de Monterrubio), siendo Señoríos de varios municipios de España, debido a estar emparentados a otras nobles casas. Monterrubio (situado en Segovia y hoy desaparecido), Monterrubio de la Demanda, Monterrubio de Armuña, Monterrubio de la Sierra y Monterrubio de la Serena.
Según recogen algunos documentos históricos, existió el Vizconde de Monterrubio de la Sierra, (Salamanca), Conde de la Roca y grande de España y Señor de las Villas de Torremayor (Badajoz), como puede apreciarse en el emblema del escudo de esta villa. A intramuros de la alcazaba de Badajoz, aún se conserva una de las torres del palacio de esta familia.
Juan Antonio Vázquez de Coronado y del Peso, vizconde de Monterrubio, I Marqués de Coquilla y III Conde de Montalvo
Vizconde de Monterrubio. (1606/1666 - 1679) Hijo de Sebastián Vázquez de Coronado y Mendoza y Elvira del Peso y Ordóñez de Castro. Marido de María González y Rodríguez de las Varillas.
El blasón de armas de este abolengo apellido, probablemente del siglo XII, representa a una encina, coincidiendo con el escudo del municipio, del que se creía, era un olivo, siendo una representación de la encina.
Por referencias de historiadores de la época y otras averiguadas por Araldis en los archivos registrales de ciudades y otros privados, podríamos afirmar que este escudo u otro muy similar a él, apareció inicialmente desde el siglo XI al XIV, particularmente en la campaña del rey Sancho VII, en 1215, formando parte de las tropas que conquistaron varias localidades valencianas y que el papa Honorio III reconoció su propiedad en 1216. Las referencias de esta familia parecen precisarse con más frecuencia desde el siglo XV al XIX en especial los hechos de la fundación de Monterrey, siendo uno de los 25 hombres que D. Francisco de Ibarra, natural de Durango y gobernador de Nueva Vizcaya, envió al norte de Nueva España (Méjico). Todo ello parece coincidir con la memoria familiar de algunos de los miembros de la rama de la familia Monterrubio. 

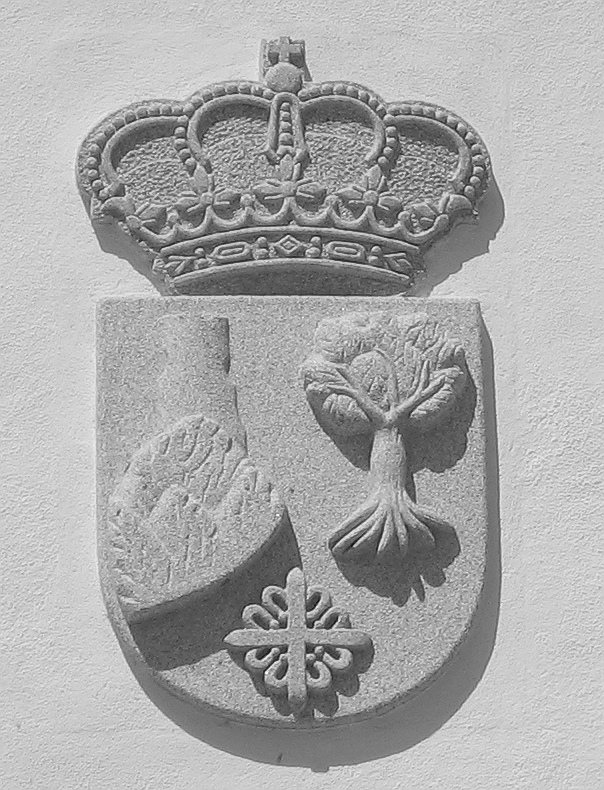
Escudo de piedra en la fachada de la Casa consistorial

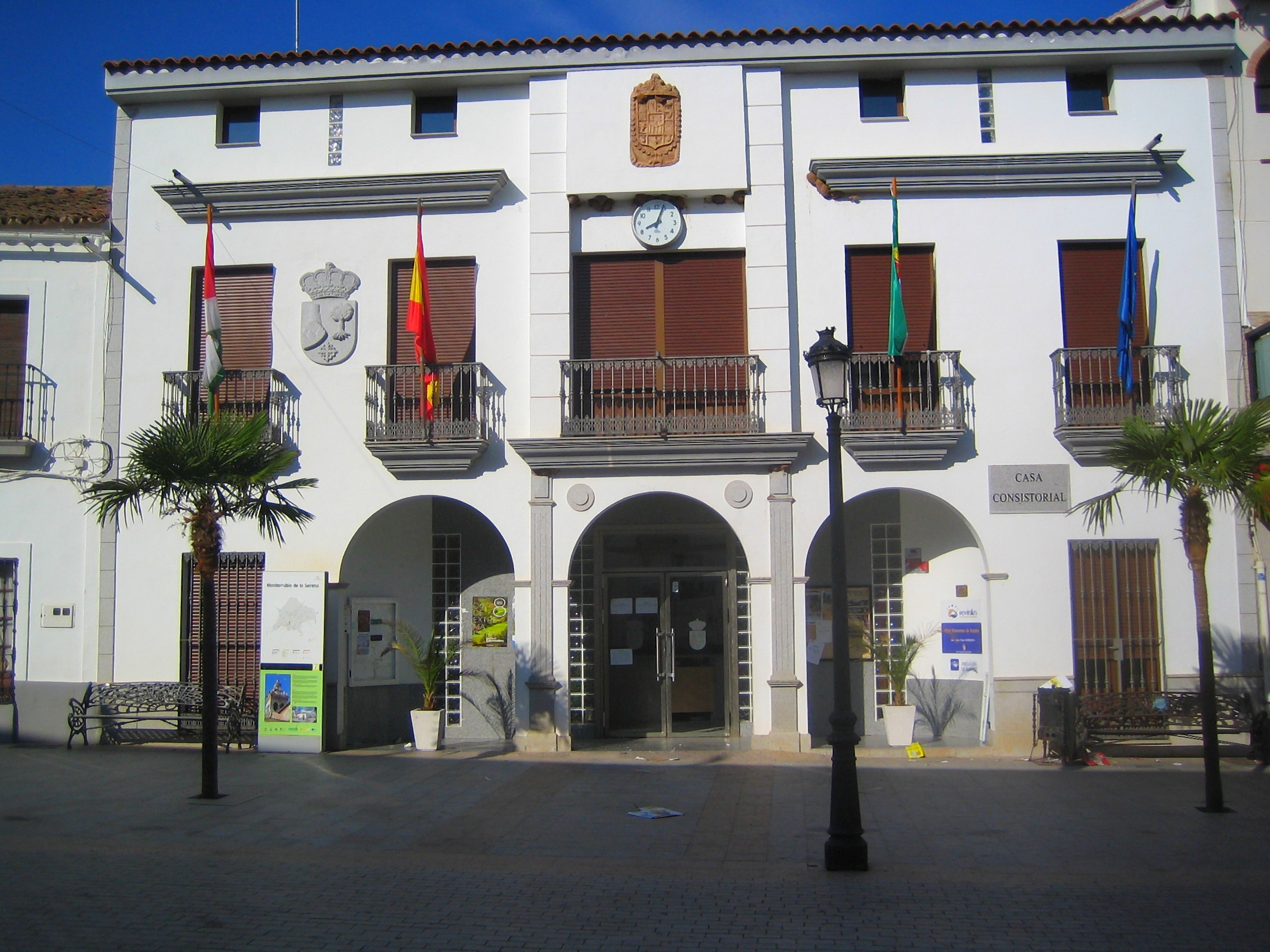
Casa consistorial

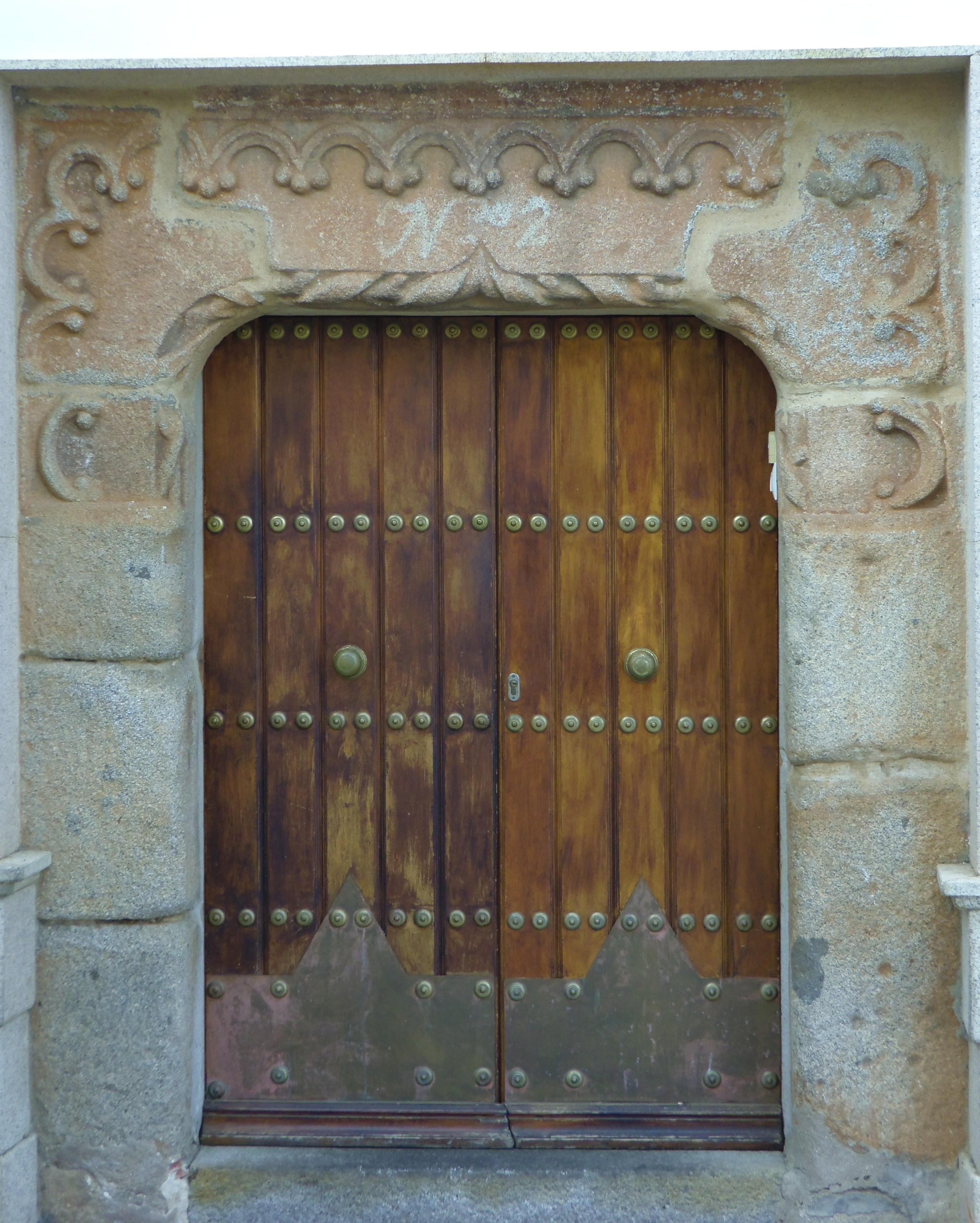
La casa del Cordón

Monterrubio, según la tradición, tiene su origen en la antigua Alcantarilla, trasladada de emplazamiento en el siglo XII tras la destrucción de su castillo por el rey Alfonso IX. La villa perteneció a la Orden de Alcántara, como lugar dependiente del Priorato de Magacela, con calidad de aldea de Benquerencia. 
A la caída del Antiguo Régimen la localidad se constituye en municipio constitucional en la región de Extremadura, conocido antaño como Monterubio y Monterrubio. Desde 1834 quedó integrado en el partido judicial de Castuera. En el censo de 1842 contaba con 750 hogares y 2500 vecinos.

## Demografía
Monterrubio de la Serena cuenta con una población de 2199 habitantes (INE 2024).
| Gráfica de evolución demográfica de Monterrubio de la Serena entre 1842 y 2021 |
| |
| Población de derecho según los censos de población del INE. Población de hecho según los censos de población del INE.En este censo se denominaba Monterubio: 1842. En estos censos se denominaba Monterrubio: 1857 y 1860. |

## Monumentos
Su morfología constructiva y urbanística ofrece uno de los ejemplos más representativos de los modelos propios de la comarca, configurando un atractivo conjunto de edificaciones encaladas, con vistosas fachadas en las que resaltan los componentes graníticos y las piedras armeras.
Pieza de valor sobresaliente como testimonio de las formas constructivas del siglo XVI, perfectamente conservada, es la casa llamada "del Cordón" por la labra de su magnífica portada, que se sitúa en la plaza frente a la iglesia. También resulta de interés otra cercana con portada conopial enmarcada en alfiz y ventana superior con escudo. Realizaciones de carácter semejante proliferan en las calles Mesones, Mercadillo, Maestras Isabel y Antonia, etc.
El núcleo más antiguo se articula en torno a la iglesia parroquial y del mismo se proyectan tejidos modernos que dan lugar a calles de enorme extensión que se alinean sobre los viejos caminos.
Iglesia parroquial católica bajo la advocación de Nuestra Señora de la Consolación, en otro tiempo a la de Armentera, en la archidiócesis de Mérida-Badajoz. Este templo constituye, junto con el de Malpartida de la Serena, cuya estructura evoca, la realización más significada en su especie de los pequeños enclaves de la Serena.Se trata de una excelente obra gótica del siglo XVI, ejecutada en piedra y sillería, con hermosas portadas de elaborada labra, cabecera de acusado volumen, torre a los pies y bóveda de crucería en el interior.
Edificación singular también es la ermita de los Cuarenta Mártires, levantada en el siglo XVIII a las afueras de la población, en agradecimiento por la extinción de una terrible plaga de langosta.
Otros elementos de interés son el crucero de la carretera de Belalcázar (Provincia de Córdoba) y su pilar; el pilar de la Rivera, y la fuente llamada de la Fontanica situada en el otro extremo de la aldea, en la carretera de Peraleda del Zaucejo .

## Fiestas
El día 2 de febrero se celebran las fiestas de las Candelas o Candelaria, con una comida campera en distintos lugares de la zona. Le siguen los Carnavales (febrero) y San Isidro Labrador (15 de mayo), dos fiestas con mucha participación popular. En la Semana Santa, desde hace algunos años, se viene celebrando una representación de la Pasión dirigida y escenificada por habitantes de Monterrubio. Esta escenificación va adquiriendo cada año mayor auge siendo presenciada no solo por los habitantes de la localidad sino otros muchos de poblaciones vecinas. 
A últimos de agosto se celebran las fiestas en honor de su patrona, Nuestra Señora de la Consolación. En estas fechas, se celebra además la Feria de Muestras del Aceite de Oliva, en la que los visitantes pueden comprar y degustar el aceite de oliva elaborado en estas tierras. Podemos degustar aceitunas de mesa, migas, caldereta de cordero, queso de oveja, los diferentes derivados de la matanza del cerdo y de repostería destacan las rosquillas, pestiños y flores.

## Tradiciones y costumbres
El Coro Romero "Entre Jarales" , se inició en el 2010 hasta la actualidad, lleva el nombre de Monterrubio por todos los rincones de Extremadura y Andalucía. Realiza actuaciones en eventos, bodas, festivales... sus festivales de Navidad son típicos de Monterrubio donde la mayoría de sus habitantes van a escuchar su gran actuación.
Los lunes y jueves en la localidad existe un mercadillo en la calle Feria, donde se puede adquirir artesanías locales, utensilios de cocina, ropas, frutos secos y flores. Los mismos días en el centro cerca de la plaza Mayor, en la calle del Coto, en el mercado de abastos se venden los productos comestibles frescos.

## Gastronomía
Monterrubio de la Serena es población de reconocida fama por su magnífico aceite de oliva, con denominación de origen: "D.O. Monterrubio". Es por ello, que la gastronomía de la localidad está presidida por el uso del buen aceite.
Además, son afamados los dulces caseros elaborados especialmente en Carnaval, destacando los pestiños, flores, rosquillas... y platos tan típicos de la cocina extremeña como el gazpacho extremeño, migas, caldereta, etc.
El municipio forma parte de la zona de producción de cuatro productos que sobresalen por su calidad: el queso, el vino, el jamón y el aceite de oliva virgen extra.
Se comercializan con las etiquetas de calidad de:
1. Denominación de Origen "Queso de la Serena".
2. Denominación de Origen "Ribera del Guadiana".
3. Denominación de Origen "Dehesa de Extremadura".
4. Denominación de Origen "Aceite Monterrubio".

## Personalidades ilustres
- Manuel Benítez Rufo (1917-2004). En las elecciones generales españolas de 1977 fue elegido diputado por Sevilla como miembro de las Cortes Constituyentes. Dos años más tarde, en las elecciones municipales de 1979, Manuel Benítez Rufo se presentó a la alcaldía de Dos Hermanas. Tras ganar el PCE por mayoría simple, fue investido como alcalde el 19 de abril para el periodo 1979-1983. Fue el primer alcalde democrático de Dos Hermanas, provincia de Sevilla y posee una calle homónima en esa localidad.